# Franciszek Persowski
Franciszek Persowski (ur. 23 sierpnia 1895 w Folwarkach Wielkich, zm. 30 listopada 1980 w Przemyślu) – polski historyk-mediewista, pedagog i krajoznawca. Jego główne prace naukowe dotyczyły Rusi Czerwonej we wczesnym i późnym średniowieczu. Pracował jako nauczyciel gimnazjalny i akademicki, a w latach 1964–1965 kierował z ramienia Wyższej Szkoły Pedagogicznej w Krakowie jej filią w Rzeszowie, zalążkiem obecnego Uniwersytetu Rzeszowskiego. Był weteranem trzech wojen. W 1979 został wybrany członkiem honorowym Polskiego Towarzystwa Historycznego.

## Życiorys
Uczęszczał do niemieckojęzycznego gimnazjum we Lwowie . Jako członek lwowskiego „Sokoła” po wybuchu I wojny światowej został powołany w szeregi Legionu Wschodniego, a po jego rozwiązaniu w 1914 wcielony do armii austriackiej . Po zakończeniu wojny w 1918 rozpoczął studia na Wydziale Przyrodniczym Uniwersytetu Jagiellońskiego, podczas których uczył się także malarstwa w pracowni Teodora Axentowicza . Walczył w wojnie polsko-bolszewickiej 1920 , a po powrocie z frontu podjął studia historyczne na Uniwersytecie Jana Kazimierza we Lwowie, zakończone w 1925 obroną pracy doktorskiej pt. Kształty osad w ziemi lwowskiej pod kierunkiem Franciszka Bujaka (promocja 2 lipca 1925, egzamin nauczycielski 18 listopada 1927). Pracował następnie jako nauczyciel w gimnazjach w Buczaczu, Łańcucie i od 1928 w I Państwowym Gimnazjum im. Juliusza Słowackiego w Przemyślu, gdzie osiadł na stałe  . Uczestniczył w posiedzeniu założycielskim przemyskiego oddziału Polskiego Towarzystwa Historycznego 24 listopada 1928 (pierwszym prezesem został Jan Smołka) . W 1934–1939 był prezesem przemyskiego koła Towarzystwa Nauczycieli Szkół Średnich i Wyższych (TNSW). Do jego przedwojennych uczniów w przemyskim gimnazjum należał inny późniejszy historyk, Henryk Zins.
W 1939 dostał się do niewoli jako żołnierz kampanii wrześniowej i po internowaniu na Węgrzech przebywał do 1945 w obozie jenieckim III-A w Luckenwalde na południe od Berlina. Po wyzwoleniu powrócił do pracy w I Liceum Ogólnokształcącym im. Słowackiego w Przemyślu, którego był w latach powojennych dyrektorem . Kontynuował przedwojenne obowiązki zastępcy Jana Smołki jako dyrektora Towarzystwa Przyjaciół Nauk w Przemyślu (1945–1948), następnie w latach 1948–1951 do zawieszenia działalności sam był dyrektorem TPN, a od reaktywacji w styczniu 1957 do 30 maja 1976 prezesem TPN  . Założył w 1955 Stację Naukową Polskiego Towarzystwa Historycznego w Przemyślu i pełnił obowiązki jej kierownika  . Uczestniczył w pracach oddziału Polskiej Akademii Nauk w Krakowie i redakcji Polskiego Słownika Biograficznego. Był także wykładowcą w Liceum Pedagogicznym i Studium Nauczycielskim w Przemyślu .
W 1963 habilitował się na Uniwersytecie Warszawskim na podstawie pracy Studia nad pograniczem polsko-ruskim w X–XI wieku, co pozwoliło mu objąć etat docenta w Katedrze Historii utworzonego wówczas Studium Terenowego Krakowskiej Wyższej Szkoły Pedagogicznej w Rzeszowie, a samej placówce, która wymagała pracownika w stopniu doktora habilitowanego, rozpocząć działanie . Persowski, który kierował Studium od lutego 1964 do 1965 jako prorektor Wyższej Szkoły Pedagogicznej w Krakowie, odegrał tym samym rolę jednego z pionierów rozwoju rzeszowskich uczelni. Zabiegał również o utworzenie szkoły wyższej w Przemyślu, gdzie koncentrowała się jego działalność naukowa, edytorska i regionalistyczna. Uczestniczył w pracach rady miasta Przemyśla na przestrzeni kilku kadencji .
Na dorobek Persowskiego składają się 52 prace naukowe, w tym biogramy dotyczące Polski południowo-wschodniej. W uznaniu zasług pedagogicznych, naukowych i społecznych otrzymał Krzyż Kawalerski i Oficerski Orderu Odrodzenia Polski, Złoty Krzyż Zasługi, medal „Zasłużony dla województwa rzeszowskiego i przemyskiego”, odznakę „Zasłużony Działacz Kultury” oraz Wojewódzką Nagrodę Twórczą. Jego nazwisko widnieje w księdze zasłużonych województwa przemyskiego .
Pamiątki po Franciszku Persowskim w postaci nadbitek artykułów, fotografii, kopii dokumentów oraz memorabiliów z I i II wojny światowej przechowywane są w Muzeum Uniwersytetu Rzeszowskiego . Jego córka Janina Kotuła służyła w Związku Harcerstwa Polskiego w stopniu harcmistrzyni (awans po 1994 ) i była w 1996 komendantką Kręgu Instruktorów Seniorów ZHP im. Antoniny Kalinowicz w Przemyślu, współpracując z Katolickim Stowarzyszeniem „Civitas Christiana”, a w 2008 weszła w skład komendy Hufca Ziemi Przemyskiej ZHP im. Orląt Przemyskich.

## Prace
- Franciszek Persowski, Osady na prawie ruskiem, polskiem, niemieckiem i wołoskiem w ziemi lwowskiej. Studjum z dziejów osadnictwa, Lwów: Kasa im. Rektora J. Mianowskiego, 1927. Brak numerów stron w książce
- Franciszek Persowski, Księga sądowa wsi Markowej w powiecie przeworskim, „Roczniki Dziejów Społecznych i Gospodarczych”, 1, 1931, s. 43–52.
- Franciszek Persowski, Osadnictwo w dorzeczu średniego biegu Sanu. Próba rekonstrukcji krajobrazu z XV wieku, [w:] Studja z historii społecznej i gospodarczej poświęcone prof. dr. Franciszkowi Bujakowi, Lwów 1931, s. 83–99.
- Franciszek Persowski, Lachowie, Lendizi, Lendzaninoi w nazewnictwie X wieku, „Rocznik Przemyski”, 10, 1958, s. 9–23.
- Franciszek Persowski, Studia nad pograniczem polsko-ruskim w X–XI wieku, Wrocław: Zakład Narodowy im. Ossolińskich, 1962. Brak numerów stron w książce
- Franciszek Persowski, Uwagi o metodach i zakresie badań osadniczych, „Kwartalnik Historii Kultury Materialnej”, 12 (2), 1964, s. 221–234.
- Antoni Kunysz, Franciszek Persowski, Przemyśl w starożytności i średniowieczu. Od czasów najdawniejszych do roku 1340, Przemyśl: Towarzystwo Przyjaciół Nauk w Przemyślu, 1966. Brak numerów stron w książce
- Franciszek Persowski, Kartki z dziejów szkolnictwa w Galicji w I połowie XIX w. (głównie z terenu województwa rzeszowskiego), „Rocznik Naukowo-Dydaktyczny WSP w Rzeszowie – Nauki Pedagogiczne”, 4, 1967. Brak numerów stron w czasopiśmie
- Franciszek Persowski, Przemyśl pod rządami austriackimi 1772–1918, [w:] Franciszek Persowski, Antoni Kunysz, Julian Olszak (red.), Tysiąc lat Przemyśla. Zarys historyczny, t. 2, Warszawa: PWN, 1974. Brak numerów stron w książce
- Franciszek Persowski, Pod trzema orłami. Wspomnienia pospolite, Biblioteka Zakładu Narodowego im. Ossolińskich, sygn. 15330/II. Brak numerów stron w książce